# 대한민국 제18대 대통령 선거 광주광역시
이 문서는 대한민국 제18대 대통령 선거의 광주광역시 지역 개표 결과이다.

## 개표 결과

### 동구
|  | 89.71% |

|  | 9.83% |

|  | 0.16% |

|  | 0.15% |

|  | 0.06% |

|  | 0.05% |

### 서구
|  | 91.72% |

|  | 8.06% |

|  | 0.10% |

|  | 0.05% |

|  | 0.02% |

|  | 0.02% |

### 남구
|  | 91.49% |

|  | 8.24% |

|  | 0.13% |

|  | 0.06% |

|  | 0.03% |

|  | 0.01% |

### 북구
|  | 92.38% |

|  | 7.37% |

|  | 0.12% |

|  | 0.05% |

|  | 0.04% |

|  | 0.01% |

### 광산구
|  | 92.68% |

|  | 7.06% |

|  | 0.11% |

|  | 0.07% |

|  | 0.03% |

|  | 0.02% |

## 전체 결과
|  | 91.97% |

|  | 7.76% |

|  | 0.12% |

|  | 0.06% |

|  | 0.03% |

|  | 0.02% |

민주통합당 문재인 후보가 91.97%의 압도적인 득표율을 기록하면서 광주광역시에서 압승을 거두었다.
새누리당 박근혜 후보는 7.76%의 득표율로 2위를 차지했다.

### 주요 후보 결과
| 지역   | 박근혜 | 박근혜 | 문재인  | 문재인 |
| 지역   | 득표수 | 득표율 | 득표수  | 득표율 |
| ------ | ------ | ------ | ------- | ------ |
| 동구   | 6,693  | 9.83%  | 61,023  | 89.71% |
| 서구   | 15,648 | 8.06%  | 178,033 | 91.72% |
| 남구   | 11,307 | 8.24%  | 125,439 | 91.49% |
| 북구   | 20,378 | 7.37%  | 255,181 | 92.38% |
| 광산구 | 15,548 | 7.06%  | 204,061 | 92.68% |

민주통합당 문재인 후보가 광주광역시 내 전 지역에서 승리를 거두었다. 특히 동구를 제외한 전 지역에서 득표율 90%를 달성했다.
새누리당 박근혜 후보는 모든 지역에서 한 자릿수대 득표율에 그쳤다. 그나마 동구에서 9.83%의 득표율을 기록하면서 득표율 10%에 근접했다.

## 같이 보기
- 대한민국 제18대 대통령 선거